# Time dos Sonhos da Copa do Mundo FIFA
O Time dos Sonhos da Copa do Mundo FIFA é a equipe ideal de todos os tempos das Copas do Mundo FIFA, publicada pela FIFA em 2002, após a realização de uma pesquisa de internet entre fãs para selecionar uma equipe dos sonhos do Futebol Mundial.
A equipe conta com 11 jogadores, divididos como um goleiro, três defensores, quatro meio-campistas e três atacantes, considerados como os melhores jogadores de todas as Copas do Mundo.

## Seleção
Legenda
- : Campeão
- : Vice campeão

| GR | Lev Yashin        | 22 de outubro de 1929   | 1958, 1962, 1966, 1970 |  |  |  |  |  |
|    |                   |                         |                        |  |  |  |  |  |
| DF | Paolo Maldini     | 26 de junho de 1968     | 1990, 1994, 1998, 2002 |  |  |  |  |  |
| DF | Franz Beckenbauer | 11 de setembro de 1945  | 1966, 1970, 1974       |  |  |  |  |  |
| DF | Roberto Carlos    | 10 de abril de 1973     | 1998, 2002, 2006       |  |  |  |  |  |
|    |                   |                         |                        |  |  |  |  |  |
| MC | Johan Cruijff     | 25 de abril de 1947     | 1974                   |  |  |  |  |  |
| MC | Zinédine Zidane   | 24 de maio de 1972      | 1998, 2002, 2006       |  |  |  |  |  |
| MC | Diego Maradona    | 30 de outubro de 1960   | 1982, 1986, 1990, 1994 |  |  |  |  |  |
| MC | Roberto Baggio    | 18 de fevereiro de 1967 | 1990, 1994, 1998       |  |  |  |  |  |
|    |                   |                         |                        |  |  |  |  |  |
| AT | Ronaldo           | 22 de setembro de 1976  | 1994, 1998, 2002, 2006 |  |  |  |  |  |
| AT | Romário           | 29 de janeiro de 1966   | 1990, 1994             |  |  |  |  |  |
| AT | Pelé              | 21 de outubro de 1940   | 1958, 1962, 1966, 1970 |  |  |  |  |  |